# Södermanlands runinskrifter 34
Södermanlands runinskrifter 34 är en runinskrift vid Tjuvstigen, Trosa-Vagnhärads socken i Trosa kommun. Texten på stenen är skriven på versmåttet fornyrdislag och fortsätter på stenen intill, Sö 35.

## Ristningen
Translitterering av runraden:
styrlaugR · auk · hulmbR · staina · raistu · at · bryþr · sina · brau(t)u · nesta · þaiR · entaþus · i · austruiki · þurkil · auk sturbiarn þiaknaR · kuþiR
Normalisering till runsvenska:
StyrlaugR ok HolmbR stæina ræistu at brøðr sina, brautu næsta. ÞæiR ændaðus i austrvegi, Þorkell ok Styrbiorn, þiagnaR goðiR.
Översättning till nusvenska:
Styrlög och Holm reste stenar efter sina bröder, närmast vägen. De avledo i österväg, Torkel och Styrbjärn, goda kämpar.

## Beskrivning
Runstenen är av rödaktig granit. Den är 2,0 meter hög, 1,6 meter bred och 0,45 meter tjock. Runhöjden är 6-7 centimeter. Ristningen vetter mot öster. Cirka en meter från marken är det ett brott genom hela stenen. Det har tidigare varit två halvor som sammanfogats. Några runor i nedre vänstra kanten är bortvittrade.
Det står två runstenar, den andra är Sö 35, vid Tjuvstigen, som är en skogsväg från Vrå i Hölö socken till Nora i Vagnhärad. De är placerade omedelbart väster om vägen, och den norra stenen är placerad cirka 70 meter från åkerhörnet.
Enligt Sten Boije af Gennäs (1852-1936) blev de på 1840-talet flyttade ett par hundra steg söderut från sin ursprungliga plats. De står nu söder om torpet Slagkärr och norr om Skräddartorpet.

## Fler bilder

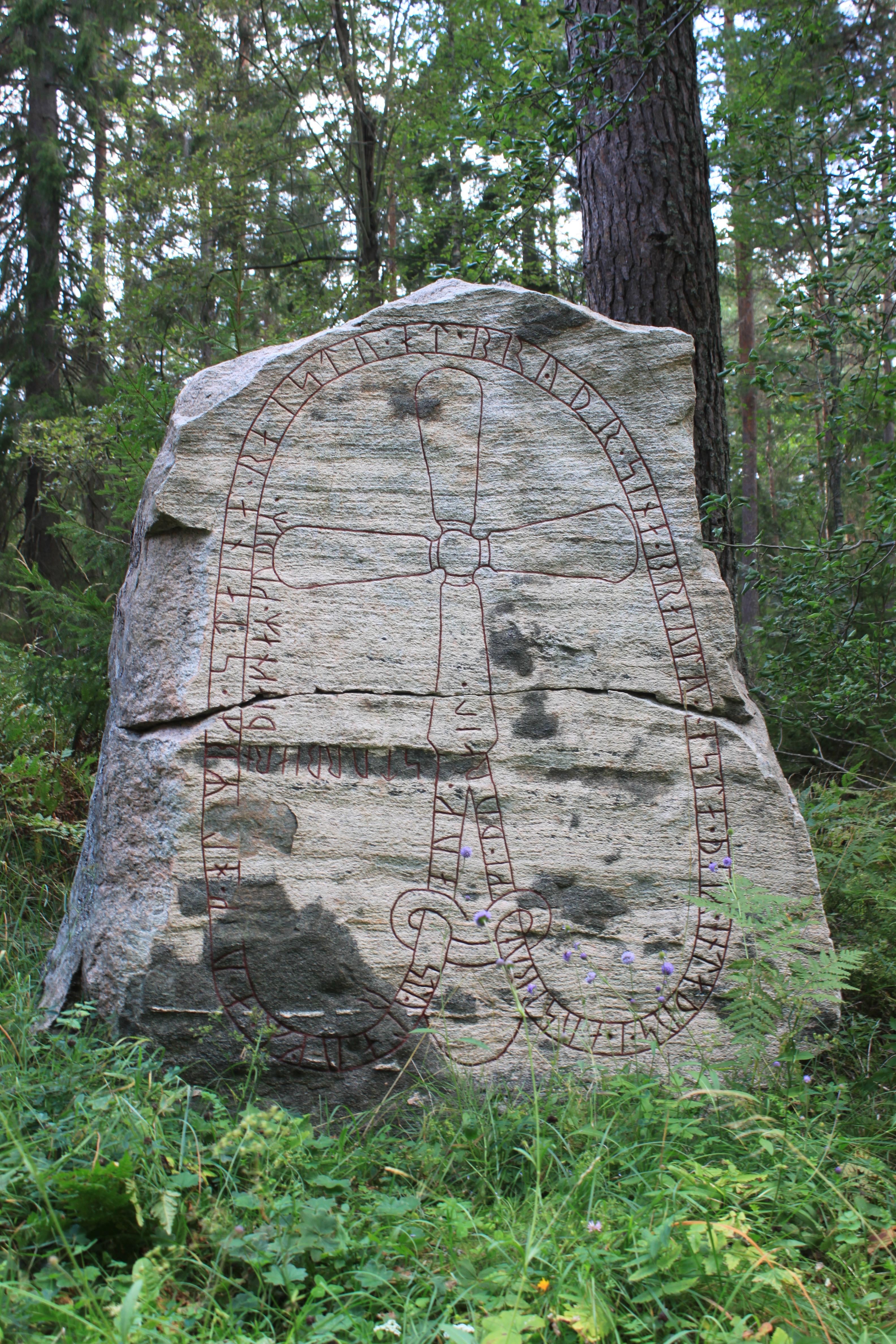
Framsidan av Sö 34.
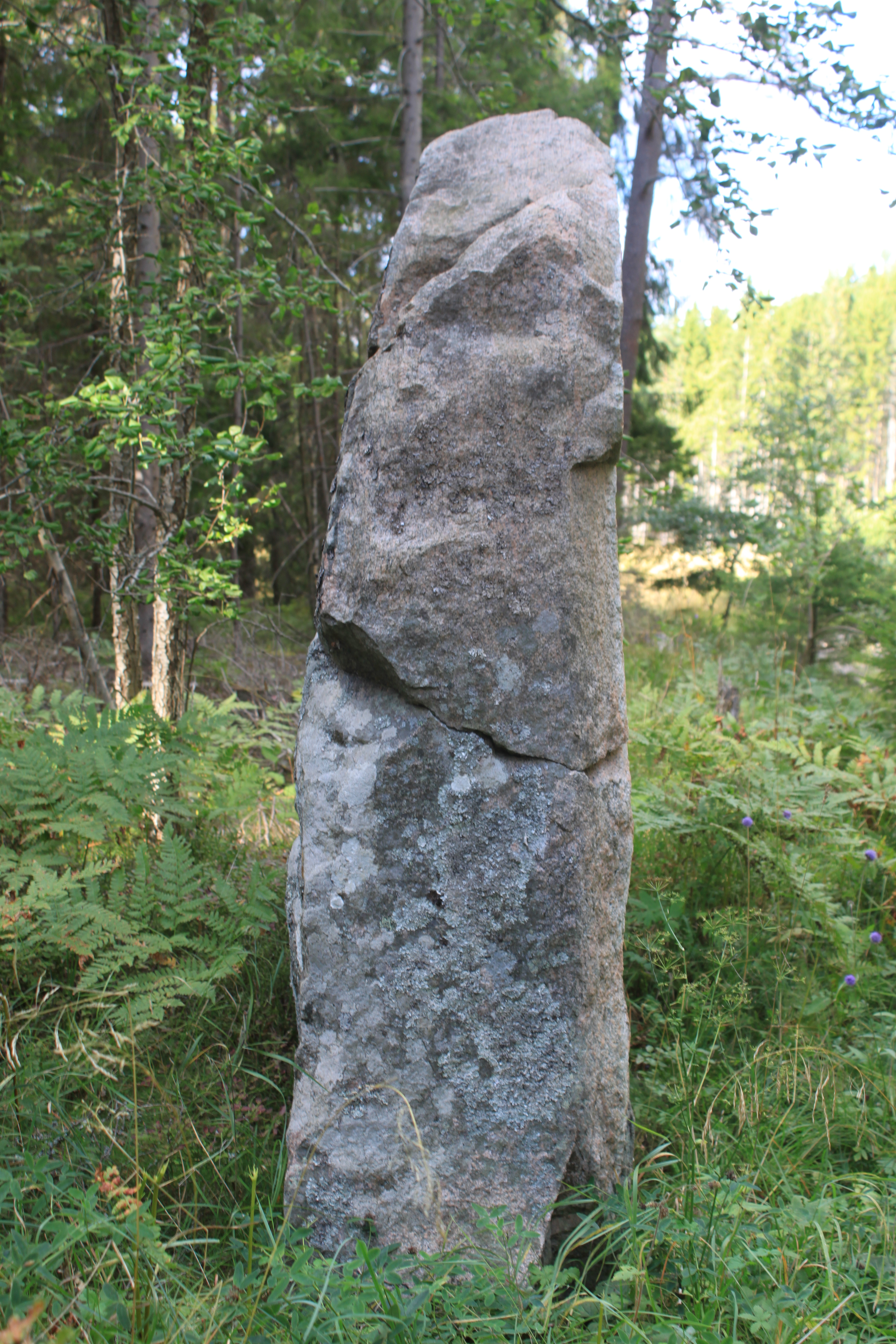
Ena sidan av Sö 34.
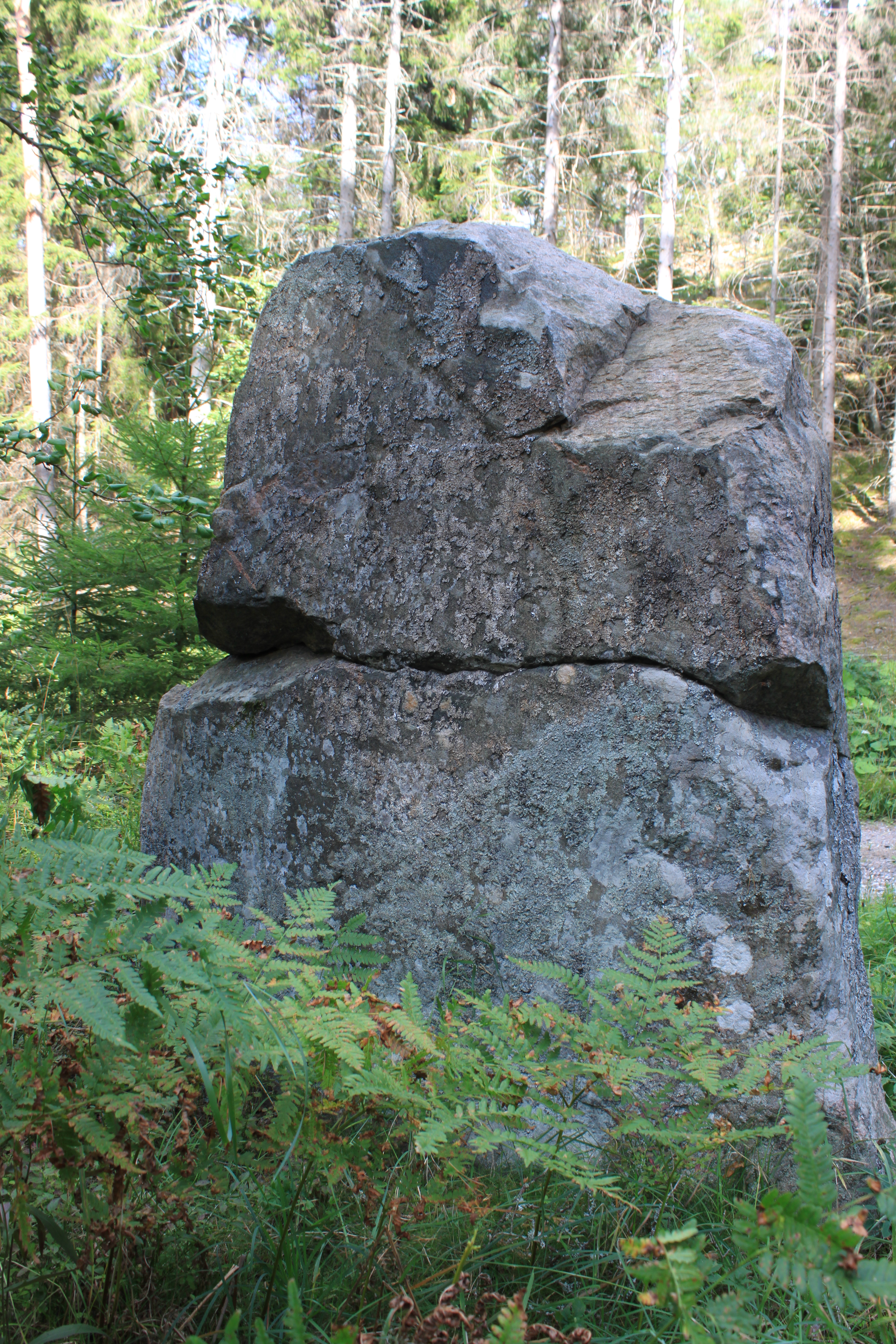
Baksidan av Sö 34.
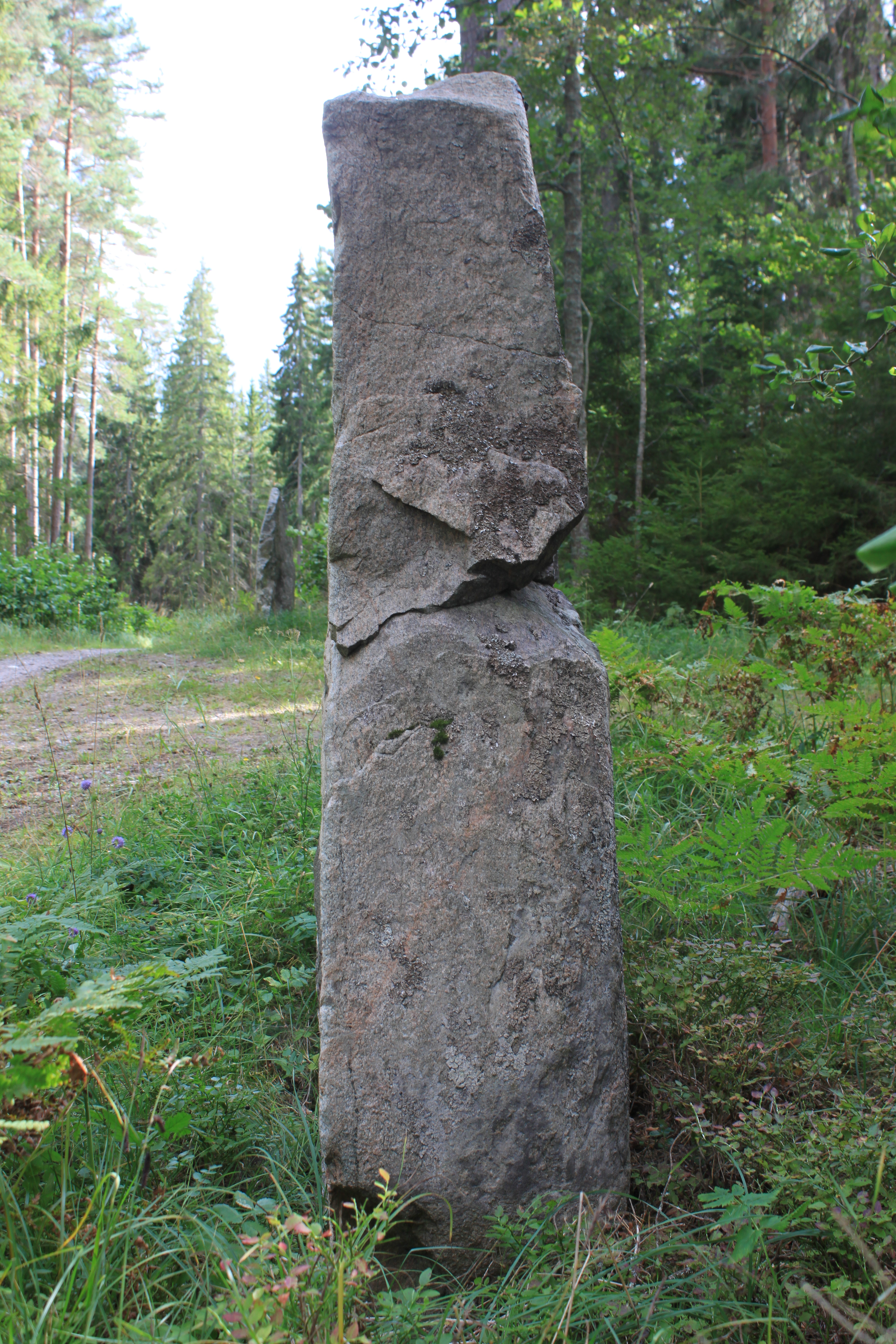
Andra sidan av Sö 34.
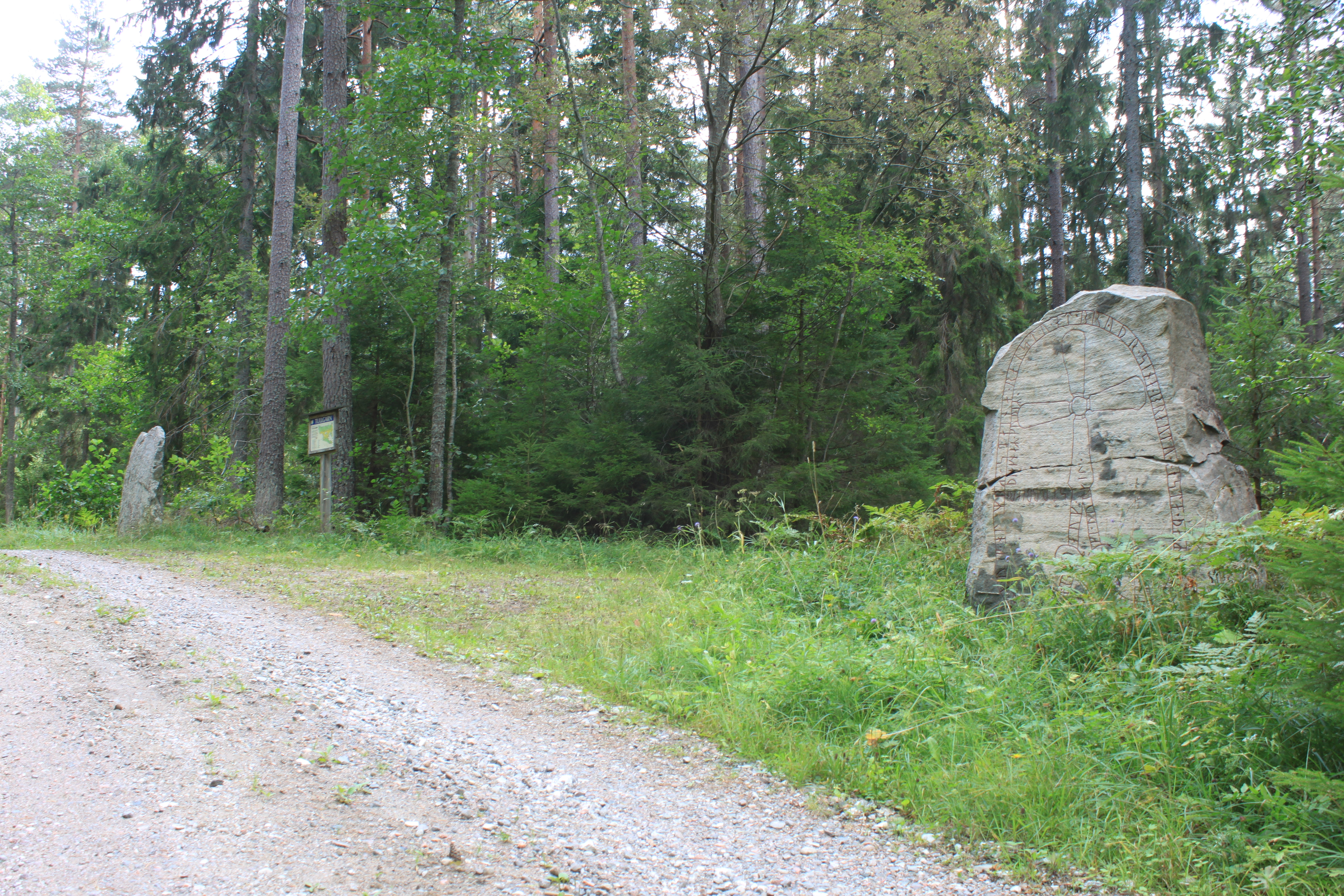
Sö 34 ihop med Sö 35.